# 六十律
六十律（ろくじゅうりつ）は、中国、前漢に活躍した易経の大家である京房により考案されたオクターヴの中に60個の音を入れた音律である。伝統的な十二律に代わる新たな音律として提案された。
京房は六十律管を製し、これを1年間の六十節に対応させた。すなわち、十二律の基音である黄鐘から三分損益法によってそれぞれの音律を得て次のように命名した。
黄鐘、林鐘、太簇、南呂、姑洗、応鐘、蕤賓、大呂、夷則、夾鐘、無射、仲呂（ここまで十二律）、執始、去滅、時息、結躬、変虞、遅内、盛変、分否、解形、開時、閉掩、南中、丙盛、安度、屈斉、帰期、路時、未育、離宮、凌陰、去南、族嘉、鄰斉、内負、分動、帰嘉、随期、未卯、形始、遅時、制時、少出、分積、争南、期保、物応、質末、否与、形晋、夷汗、依行、色育、謙待、未知、白呂、南授、分烏、南事。
京房は六十律を測定するのに、律管では正確でないことを見出し、絃長で算出するべきであると説き、長さ1丈の瑟を作って、13絃を備え、それぞれの絃の全長を9尺とし、中央の絃の直下にその長さを測定する尺度を付した。この装置を準と命名し、その全長9尺の絃の音を黄鐘に合わせ、これに対して順番に三分損益法を応用し、六十律の絃長を測定した。
黄鐘を起点に三分損益法を12回繰り返し適用したときの音、すなわち13番目の音である「執始」は、黄鐘より約23.46セント（ピタゴラスコンマ）だけ高くなる。
黄鐘を起点に三分損益法を53回繰り返し適用したときの音、すなわち54番目の音である「色育」は、黄鐘との差が約3.62セント（メルカトルのコンマ）高いという微小な音程となるので、京房の六十律は理論的には53平均律に近く、易法上の観点から六十律とするために五十三律の上に次数を異にした七律（色育～南事）を加えたものである。日本の江戸時代の和算家である中根璋が『律原発揮』において京房の六十律に対する平均律としてオクターヴを60等分した六十平均律を公表している。しかし、これは京房の意図とは隔たりがある。

## 三百六十律
後の南北朝時代には宋の銭楽之が六十律を更に推し進めた三百六十律を計算した。これは一年の日数に由来する。
六十律の最終の律である「南事」は蕤賓より約3.62セント高い音であり、ここからもう1回三分益一したときの61番目の音に当たる「荄動」は大呂よりそれと同じ約3.62セント高い音である。以下、「升商」「明庶」「思沖」などという律名が延々と付けられていき、最後の360番目の音は「安運」と名付けられた。三百六十律は、原典では黄鐘から始まって大呂より低い音をまとめて「黄鐘部」とし、大呂から始まって太簇より低い音をまとめて「大呂部」とするなど、十二律に合わせた12の部に分類されているが、「応鐘部」の最後に書かれている「安運」は実際には黄鐘より高い。
三百六十律の各音の間隔は、360中305が約3.62セント、54が約1.77セント、1が約1.85セントである。三百六十律で、黄鐘より低い音で黄鐘に最も近い音は、307番目に当たる「億兆」であり、黄鐘より約1.77セント低い。また逆に、黄鐘より高い音で黄鐘に最も近い音は、最後の360番目の「安運」で、黄鐘より約1.85セント高い。
六十律・三百六十律の両者とも、音の名称が多すぎ、各音の間隔が狭すぎるため、実際の音楽の演奏に用いられることはなかった。